# Witness: The Tour
Tournées par Katy Perry
Prismatic World Tour
(2014–15) The Lifetimes Tour
(2025)
Witness: The Tour est la quatrième tournée de la chanteuse américaine Katy Perry, promouvant son quatrième album studio, Witness. La tournée débute le 19 septembre 2017 à Montréal au Canada et se termine le 21 août 2018 à Auckland en Nouvelle-Zélande. Au cours de cette tournée Katy Perry a visité l'Amérique du Nord, l'Amérique du Sud, l'Asie, l'Europe, l'Afrique puis l'Océanie. 
A la fin de 2017, la tournée a été placée a la 77e place sur la liste du "2017 Year-End Top 100 Worldwide Tours" de Pollstar, estimant que la tournée a rapporté $28,1 millions et que 266,300 personnes y ont assisté. En juillet 2018, Pollstar a classé la tournée au 14e rang des 100 meilleurs tours du monde en 2018, avec un montant de 48,8 millions de dollars et 577,617 billets vendus dans 54 spectacles. En Décembre 2018, Pollstar a classé la tournée au 29e rang avec un montant brut de 55,3 millions de dollars et 633,827 billets vendus dans 52 spectacles.

## Développement

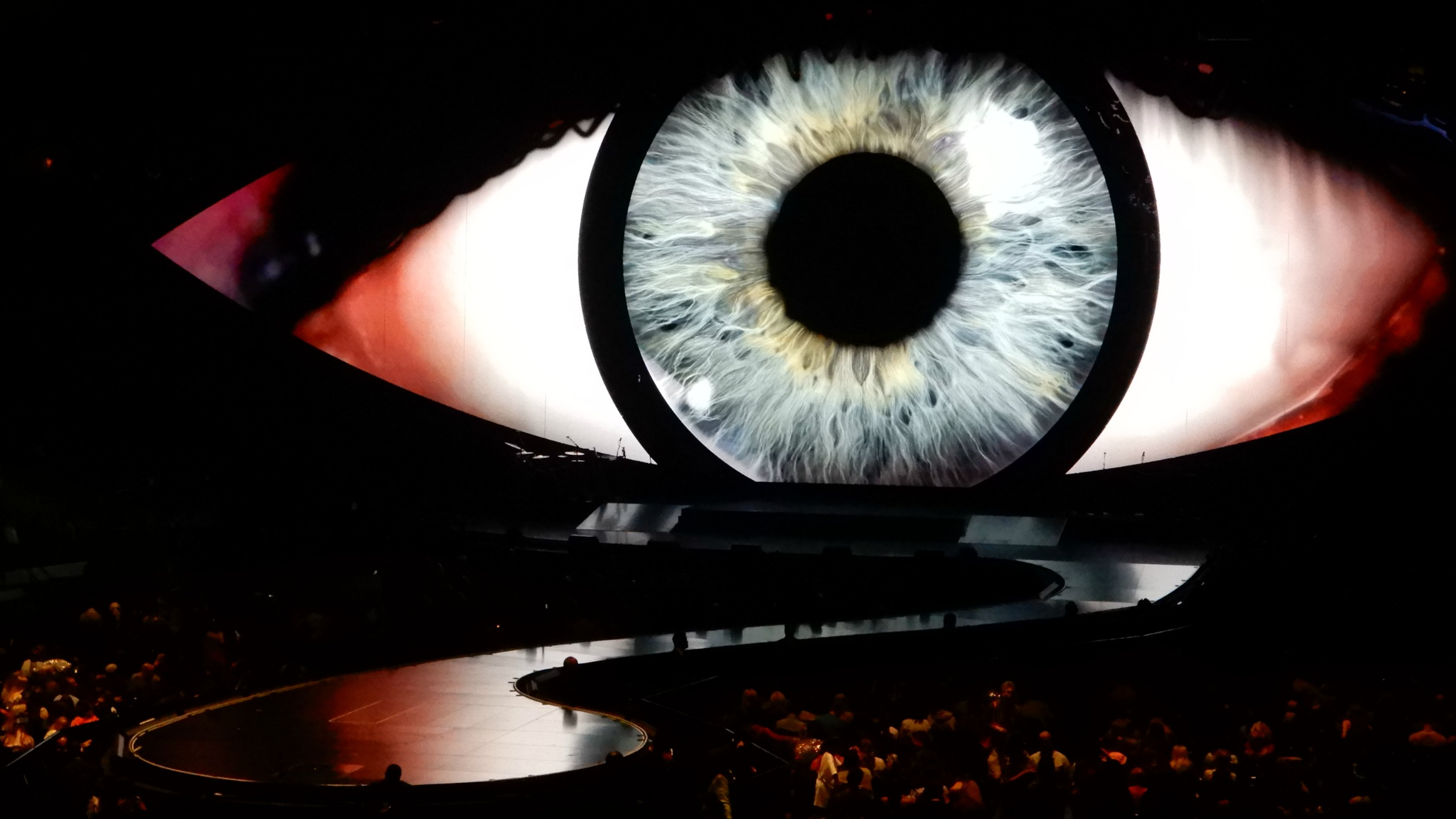
La scène utilisée pour le Witness Tour. Avec un écran géant à l'arrière représentant l’œil sur la pochette de l'album.

La tournée, produite par AEG, débute en septembre en Amérique du Nord,. Katy Perry a officiellement annoncé la tournée le 15 mai 2017 via son site internet. Elle y a révélé les dates et les lieux des concerts en Amérique du Nord. Le 2 juin 2017, les dates et lieux pour la partie européenne sont révélés. La tournée devait initialement commencer à Columbus  mais Perry a reporté le début de sa tournée mondiale commençant 17 août 2017. Sa tournée mondiale débute, donc, le 19 septembre 2017 à Montréal au Centre Bell. Katy Perry a également annoncé que Noah Cyrus, Carly Rae Jepsen ainsi que Purity Ring ferait la première partie pour la tournée Nord-Américaine du spectacle.
Katy Perry s'est associé avec Boys and Girls Clubs of America pour cette tournée : les membres et les volontaires bénéficieront de billets offerts et un dollar sera reversé pour chaque billet acheté. De plus, les fans pourront gagner des billets en joignant l'association caritative Global Citizen qui est un donateur de Boys & Girls Clubs.

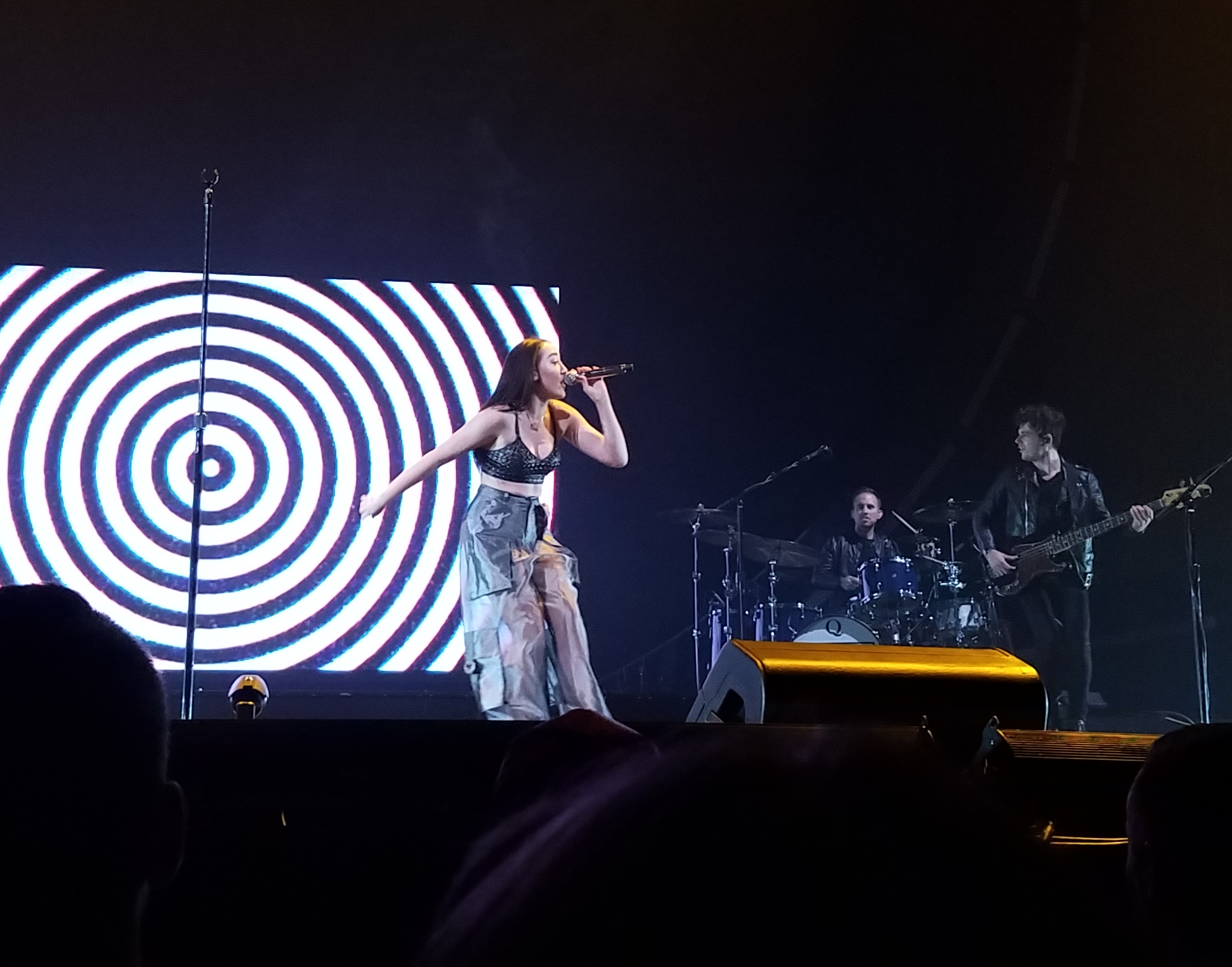
Noah Cyrus effectuant la première partie du concert à Saint-Louis.

Le 2 juin 2017, une semaine avant la publication de Witness, des dates européennes ont été annoncées.  Une date supplémentaire pour les villes de Londres, Amsterdam, Paris, Barcelone ainsi que Lisbonne (pour une partie du festival Rock in Rio) ont ainsi été ajoutées. Le 6 mars 2018 Katy Perry a annoncé que Tove Styrke et Hailee Steinfeld effectuerons les premières parties pour l'étape européenne. 
En juillet 2017, les promoteurs de la tournée ont révélé que le spectacle se rendrait ensuite en Océanie de juillet à août 2018. En juillet 2017, trois dates supplémentaires ont été ajoutées en Australie à la suite d'une forte demande générale. Le 9 mai 2018, Perry a annoncé deux autres spectacles, l'un à Adélaïde, et l'autre à Sydney.
En octobre 2017, elle a annoncé trois concerts au Mexique, les 3, 8 et 11 mai 2018. Un concert supplémentaire dans la ville de Monterrey a été ajouté le 9 mai après la vente complète du premier concert. Un autre concert à Mexico a été ajouté le mois suivant pour le 4 mai. D'autres dates en Amérique Latine ont ensuite été ajoutées, comprenant des concerts au Brésil, au Chili, en Argentine et au Pérou. 
Katy Perry a également visité l'Asie entre mars et avril 2018, comprenant une date à Séoul. Elle visita aussi l'Afrique du Sud, avec 3 représentations à Johannesbourg. 
Les concerts du 5 et 6 février 2018 à Vancouver ont été enregistrés pour une éventuelle sortie d’un DVD .

### Witness: Coming Home

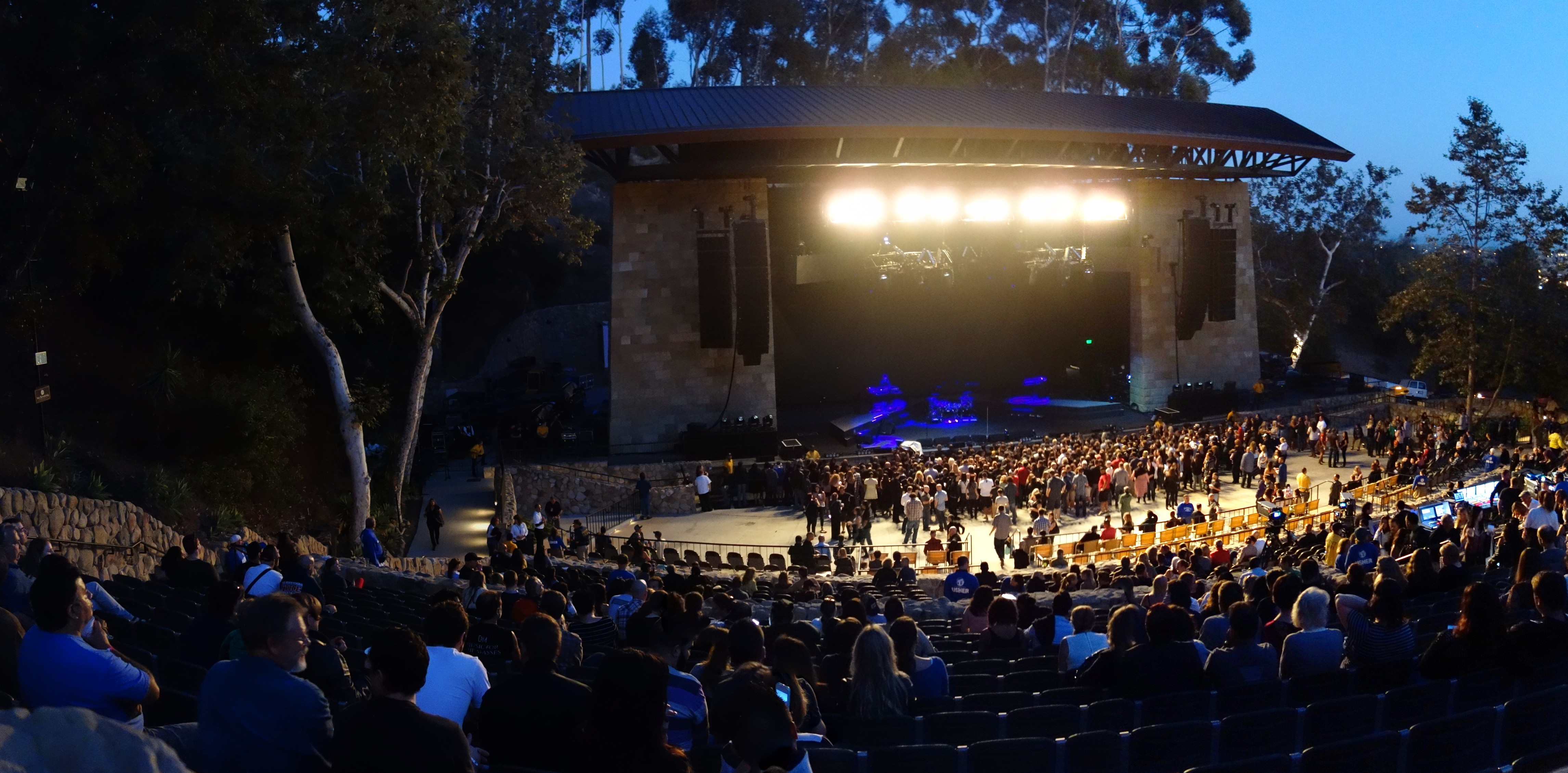
Le Santa Barbara Bowl est un amphithéâtre contenant 4500 places.

Le 13 mars 2018, Katy Perry a annoncé Witness: Coming Home, un concert-bénéfice qui se tiendra dans sa ville natale de Santa Barbara en Californie, et qui a pour but de collecter des fonds pour aider ceux qui se remettent encore des incendies 2017 de Californie. La chanteuse a collaboré avec la Fondation Santa Barbara, the 93108 Fund et The 805 UndocuFund, qui aident tous les habitants de la communauté de Santa Barbara à travers des subventions et divers efforts philanthropiques. Le concert aura lieu au Santa Barbara Bowl.

## Synopsis du concert

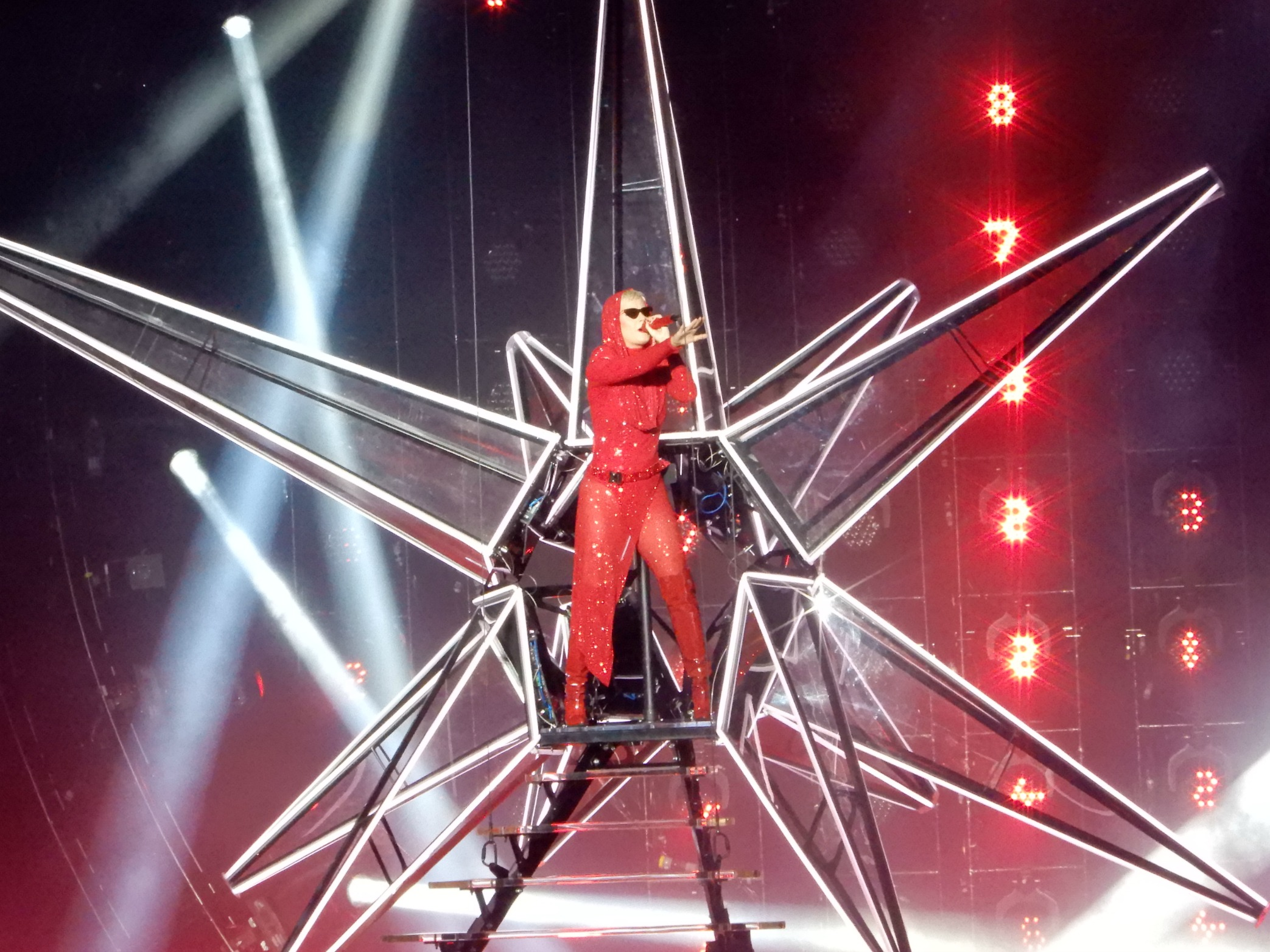
L'arrivée de Katy Perry au Madison Square Garden de New York.

Peu de temps avant le début du concert, l'écran en forme d’œil affiche une vidéo de l’œil de Perry scrutant le public dans la salle. L’œil se transforme ensuite en galaxie, les spectateurs sont alors invités dans un voyage qui a pour fin une planète de couleur rouge. L'écran s'ouvre et montre Katy Perry chevauchant une structure en forme d'étoile, vêtu d'une combinaison toute rouge elle interprète "Witness" , suivi de "Roulette" qu'elle chante au-dessus de dés gigantesques. "Dark Horse" est alors chanté, la chanteuse est a ce moment avec ses danseuses au sommet de plates-formes en mouvement. Katy Perry effectue ensuite "Chained to the Rhythm" avec de grandes marionnettes vêtues de costumes et des télévisions sur leurs têtes.

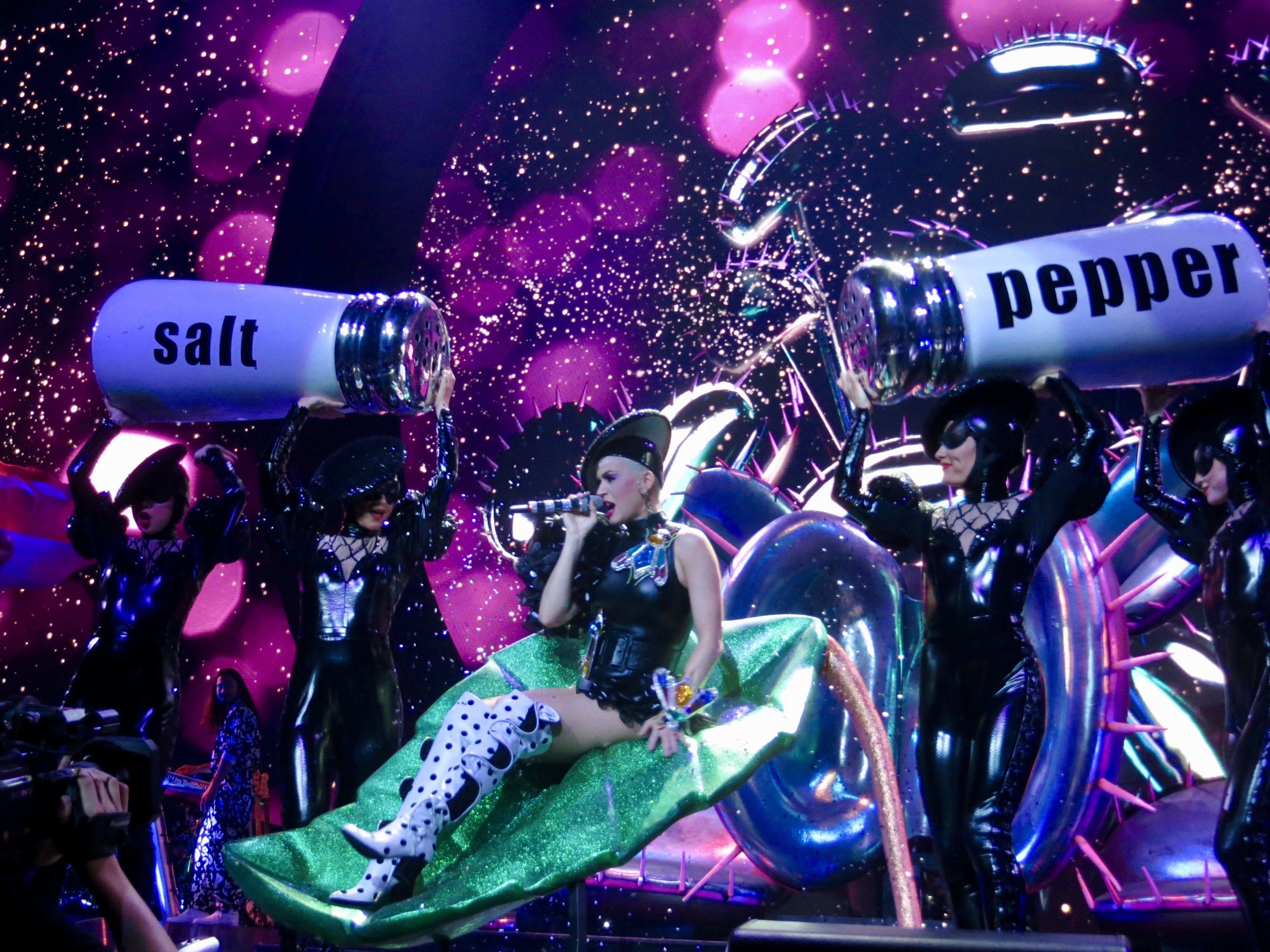
Katy Perry et ses danseuses effectuant Bon Appétit.

## Liste des chansons interprétées
Acte 1 - In The Space
1. Witness
2. Roulette
3. Dark Horse
4. Chained to the Rhythm (remix Hot Chip à la fin)

Acte 2 - Act My Age
1. Teenage Dream
2. Hot N Cold

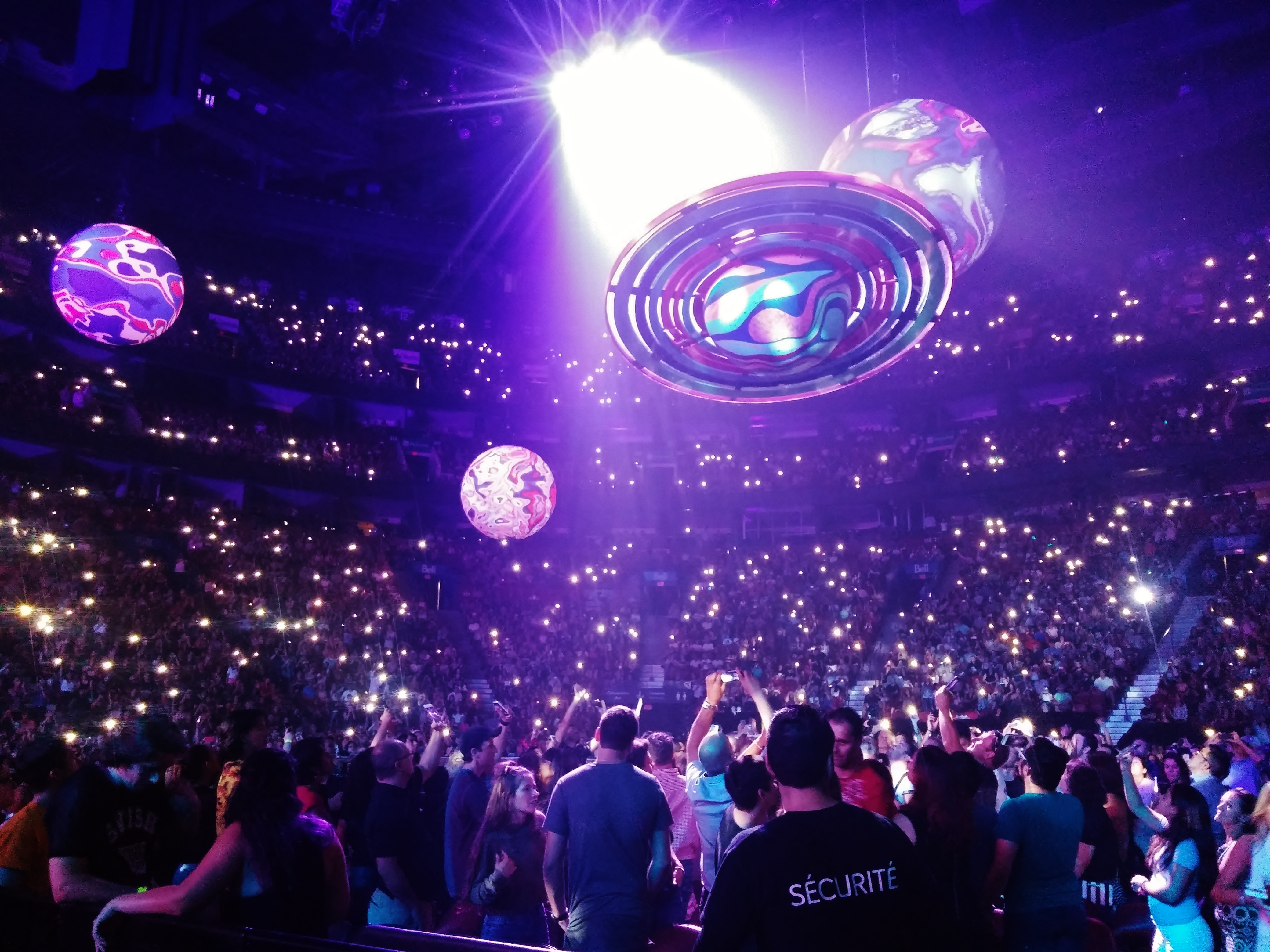
Katy Perry survolant le Centre Bell de Montréal en interprétant "Wide Awake"

3. Last Friday Night (version raccourcie)
4. California Gurls
5. I Kissed A Girl

Acte 3 - Celestial Body
1. Déjà Vu
2. Tsunami
3. E.T.
4. Bon Appétit (contient des éléments de la chanson What Have You Done For Me Lately de Janet Jackson)

Acte 4 - Mind Maze
1. Wide Awake
2. Into Me You See
3. Power

Acte 5 - Motorcyclist
1. Hey Hey Hey (Supprimé à partir du 3 mai 2018)
2. Part Of Me (remixée)
3. Swish Swish
4. Roar

Encore
1. Pendulum (À partir du 3 mai 2018)
2. Firework

## Concerts
| Date                       | Ville               | Pays                | Lieu                            | Première partie  | Affluence                       | Revenu                |
| -------------------------- | ------------------- | ------------------- | ------------------------------- | ---------------- | ------------------------------- | --------------------- |
| Étape 1 - Amérique du Nord |                     |                     |                                 |                  |                                 |                       |
| 19 septembre 2017          | Montréal            | Canada              | Centre Bell                     | Noah Cyrus       | -                               | -                     |
| 21 septembre 2017          | Uncasville          | États-Unis          | Mohegan Sun Arena               | Noah Cyrus       | 6,334 / 6,554                   | $1,704,881            |
| 22 septembre 2017          | Pittsburgh          | États-Unis          | PPG Paints Arena                | Noah Cyrus       | 8,557 / 12,163                  | $752,651              |
| 24 septembre 2017          | Columbus            | États-Unis          | Schottenstein Center            | Noah Cyrus       | -                               | -                     |
| 25 septembre 2017          | Washington          | États-Unis          | Verizon Center                  | Noah Cyrus       | 11,503 / 12,513                 | $1,261,215            |
| 29 septembre 2017          | Boston              | États-Unis          | TD Garden                       | Noah Cyrus       | -                               | -                     |
| 30 septembre 2017          | Boston              | États-Unis          | TD Garden                       | Noah Cyrus       | -                               | -                     |
| 2 octobre 2017             | New York            | États-Unis          | Madison Square Garden           | Noah Cyrus       | 21,688 / 22,667                 | $2,618,095            |
| 6 octobre 2017             | New York            | États-Unis          | Madison Square Garden           | Noah Cyrus       | 21,688 / 22,667                 | $2,618,095            |
| 8 octobre 2017             | Newark              | États-Unis          | Prudential Center               | Noah Cyrus       | 10,067 / 11,307                 | $1,118,597            |
| 9 octobre 2017             | Québec              | Canada              | Centre Vidéotron                | Noah Cyrus       | 11,798 / 12,700                 | $996,542              |
| 11 octobre 2017            | Brooklyn            | États-Unis          | Barclays Center                 | Noah Cyrus       | 9,055 / 11,712                  | $1,002,705            |
| 12 octobre 2017            | Philadelphie        | États-Unis          | Wells Fargo Center              | Noah Cyrus       | -                               | -                     |
| 16 octobre 2017            | Louisville          | États-Unis          | KFC Yum! Center                 | Noah Cyrus       | 9,192 / 12,267                  | $689,988              |
| 18 octobre 2017            | Nashville           | États-Unis          | Bridgestone Arena               | Noah Cyrus       | 8,276 / 8,868                   | $695,458              |
| 22 octobre 2017            | Saint-Louis         | États-Unis          | Scottrade Center                | Noah Cyrus       | -                               | -                     |
| 24 octobre 2017            | Chicago             | États-Unis          | United Center                   | Noah Cyrus       | -                               | -                     |
| 25 octobre 2017            | Chicago             | États-Unis          | United Center                   | Noah Cyrus       | -                               | -                     |
| 27 octobre 2017            | Kansas City         | États-Unis          | Sprint Center                   | Noah Cyrus       | 8,507 / 10,351                  | $820,925              |
| 31 octobre 2017            | Toronto             | Canada              | Centre Air Canada               | Noah Cyrus       | -                               | -                     |
| 1er novembre 2017          | Toronto             | Canada              | Centre Air Canada               | Noah Cyrus       | -                               | -                     |
| 7 novembre 2017            | Los Angeles         | États-Unis          | Staples Center                  | Purity Ring      | -                               | -                     |
| 8 novembre 2017            | Los Angeles         | États-Unis          | Staples Center                  | Purity Ring      | -                               | -                     |
| 10 novembre 2017           | Los Angeles         | États-Unis          | Staples Center                  | Purity Ring      | -                               | -                     |
| 14 novembre 2017           | San José            | États-Unis          | SAP Center                      | Purity Ring      | 10,770 / 11,797                 | $1,211,375            |
| 24 novembre 2017           | Salt Lake City      | États-Unis          | Vivint Smart Home Arena         | Purity Ring      | -                               | -                     |
| 26 novembre 2017           | Denver              | États-Unis          | Pepsi Center                    | Purity Ring      | -                               | -                     |
| 28 novembre 2017           | Omaha               | États-Unis          | CenturyLink Center              | Purity Ring      | -                               | -                     |
| 29 novembre 2017           | Tulsa               | États-Unis          | BOK Center                      | Purity Ring      | 10,243 / 11,208                 | $672,842              |
| 1er décembre 2017          | St. Paul            | États-Unis          | Xcel Energy Center              | Purity Ring      | -                               | -                     |
| 2 décembre 2017            | Des Moines          | États-Unis          | Wells Fargo Center              | Purity Ring      | -                               | -                     |
| 4 décembre 2017            | Milwaukee           | États-Unis          | BMO Harris Bradley Center       | Purity Ring      | -                               | -                     |
| 6 décembre 2017            | Détroit             | États-Unis          | Little Caesars Arena            | Purity Ring      | -                               | -                     |
| 7 décembre 2017            | Grand Rapids        | États-Unis          | Van Andel Arena                 | Purity Ring      | -                               | -                     |
| 9 décembre 2017            | Indianapolis        | États-Unis          | Bankers Life Fieldhouse         | Purity Ring      | 9,595 / 9,595                   | $871,077              |
| 10 décembre 2017           | Cleveland           | États-Unis          | Quicken Loans Arena             | Purity Ring      | 8,744 / 11,373                  | $896,760              |
| 12 décembre 2017           | Atlanta             | États-Unis          | Philips Arena                   | Purity Ring      | 8,782 / 10,580                  | $950,017              |
| 15 décembre 2017           | Tampa               | États-Unis          | Amalie Arena                    | Purity Ring      | 9,334 / 11,555                  | $981.256              |
| 17 décembre 2017           | Orlando             | États-Unis          | Amway Center                    | Purity Ring      | 10,071 / 11,294                 | $1,145,356            |
| 20 décembre 2017           | Miami               | États-Unis          | American Airlines Arena         | Purity Ring      | 12,754 / 12,754                 | $1,570,092            |
| TOTAL                      | TOTAL               | TOTAL               | TOTAL                           | TOTAL            | 185,270 / 211,258               | $19,959,832           |
| Étape 2 - Asie             |                     |                     |                                 |                  |                                 |                       |
| 31 décembre 2017           | Abu Dhabi           | Émirats arabes unis | du Arena                        | Martin Avari     | 20,000 / 20,000                 | $2,100,000            |
| Étape 3 - Amérique du Nord |                     |                     |                                 |                  |                                 |                       |
| 5 janvier 2018             | La Nouvelle-Orléans | États-Unis          | Smoothie King Center            | Carly Rae Jepsen | -                               | -                     |
| 7 janvier 2018             | Houston             | États-Unis          | Toyota Center                   | Carly Rae Jepsen | 9,665 / 10,432                  | $1,139,385            |
| 10 janvier 2018            | San Antonio         | États-Unis          | AT&T Center                     | Carly Rae Jepsen | -                               | -                     |
| 12 janvier 2018            | Little Rock         | États-Unis          | Verizon Center                  | Carly Rae Jepsen | 10,270 / 12,000                 | $793,991              |
| 14 janvier 2018            | Dallas              | États-Unis          | American Airlines Center        | Carly Rae Jepsen | -                               | -                     |
| 19 janvier 2018            | Phoenix             | États-Unis          | Gila River Arena                | Carly Rae Jepsen | -                               | -                     |
| 20 janvier 2018            | Las Vegas           | États-Unis          | T-Mobile Arena                  | Carly Rae Jepsen | 12,944 / 13,947                 | $1,230,517            |
| 31 janvier 2018            | Sacramento          | États-Unis          | Golden 1 Center                 | Carly Rae Jepsen | -                               | -                     |
| 2 février 2018             | Portland            | États-Unis          | Moda Center                     | Carly Rae Jepsen | 11,756 / 12,641                 | $1,144,786            |
| 3 février 2018             | Tacoma              | États-Unis          | Tacoma Dome                     | Carly Rae Jepsen | 17,136 / 17,970                 | $1,436,723            |
| 5 février 2018             | Vancouver           | Canada              | Rogers Arena                    | Carly Rae Jepsen | 22,888 / 24,844                 | $1,761,537            |
| 6 février 2018             | Vancouver           | Canada              | Rogers Arena                    | Carly Rae Jepsen | 22,888 / 24,844                 | $1,761,537            |
| TOTAL                      | TOTAL               | TOTAL               | TOTAL                           | TOTAL            | 84,649 / 91,834                 | $7,506,939            |
| Étape 4 - Amérique du Sud  |                     |                     |                                 |                  |                                 |                       |
| 8 mars 2018                | Santiago            | Chili               | Pista Atlética Estadio Nacional | Augusto Schuster | 15,336 / 22,190                 | $1,409,543            |
| 11 mars 2018               | Buenos Aires        | Argentine           | Club Ciudad                     | Lali             | 11,369 / 13,308                 | $999,068              |
| 14 mars 2018               | Porto Alegre        | Brésil              | Arena do Grêmio                 | Bebe Rexha       | 13,989 / 14,707                 | $1,161,742            |
| 17 mars 2018               | Sao Paulo           | Brésil              | Allianz Parque                  | Bebe Rexha       | 37,284 / 37,284                 | $2,926,365            |
| 18 mars 2018               | Rio de Janeiro      | Brésil              | Praça da Apoteose               | Bebe Rexha       | 11,888 / 13,509                 | $808,049              |
| 21 mars 2018               | Lima                | Pérou               | Jockey Club Parcela H           | Bebe Rexha       | 12,036 / 16,136                 | $853,722              |
| TOTAL                      | TOTAL               | TOTAL               | TOTAL                           | TOTAL            | 101,902 / 117,134               | $8,158,489            |
| Étape 5 - Asie             |                     |                     |                                 |                  |                                 |                       |
| 27 mars 2018               | Tokyo               | Japon               | Saitama Super Arena             | -                | -                               | -                     |
| 28 mars 2018               | Tokyo               | Japon               | Saitama Super Arena             | -                | -                               | -                     |
| 30 mars 2018               | Hong Kong           | Hong Kong           | AsiaWorld-Arena                 | -                | -                               | -                     |
| 2 avril 2018               | Manille             | Philippines         | Mall of Asia Arena              | -                | -                               | -                     |
| 4 avril 2018               | Tapei               | Taïwan              | Taipei Arena                    | -                | -                               | -                     |
| 6 avril 2018               | Seoul               | Corée du Sud        | Gocheok Sky Dome                | -                | -                               | -                     |
| 8 avril 2018               | Singapour           | Singapour           | Singapore Indoor Stadium        | Zedd             | -                               | -                     |
| 10 avril 2018              | Bangkok             | Thaïlande           | Impact Arena                    | India Carney     | -                               | -                     |
| 14 avril 2018              | Jakarta             | Indonésie           | Indonesia Convention Exhibition | -                | -                               | -                     |
| Étape 6 - Amérique du Nord |                     |                     |                                 |                  |                                 |                       |
| 3 mai 2018                 | Mexico              | Mexique             | Arena Ciudad de México          | CYN              | 42,019 / 42,019 28,532 / 28,532 | $2,872,249 $1,722,614 |
| 4 mai 2018                 | Mexico              | Mexique             | Arena Ciudad de México          | CYN              | 42,019 / 42,019 28,532 / 28,532 | $2,872,249 $1,722,614 |
| 8 mai 2018                 | Monterrey           | Mexique             | Arena Monterrey                 | CYN              | 42,019 / 42,019 28,532 / 28,532 | $2,872,249 $1,722,614 |
| 9 mai 2018                 | Monterrey           | Mexique             | Arena Monterrey                 | CYN              | 42,019 / 42,019 28,532 / 28,532 | $2,872,249 $1,722,614 |
| 11 mai 2018                | Guadalajara         | Mexique             | Arena VFG                       | CYN              | 10,359 / 10,445                 | $1,093,943            |
| 19 mai 2018                | Santa Barbara       | États-Unis          | Santa Barbara Bowl              | -                | -                               | -                     |
| TOTAL                      | TOTAL               | TOTAL               | TOTAL                           | TOTAL            | 80,910 / 80,996                 | $5,688,806            |
| Étape 7 - Europe           |                     |                     |                                 |                  |                                 |                       |
| 23 mai 2018                | Cologne             | Allemagne           | Lanxess Arena                   | Tove Styrke      | 15,311 / 15,311                 | $1,330,383            |
| 24 mai 2018                | Anvers              | Belgique            | Sportpaleis                     | Tove Styrke      | 15,025 / 21,172                 | $1,255,551            |
| 26 mai 2018                | Amsterdam           | Pays-Bas            | Ziggo Dome                      | Tove Styrke      | -                               | -                     |
| 27 mai 2018                | Amsterdam           | Pays-Bas            | Ziggo Dome                      | Tove Styrke      | -                               | -                     |
| 29 mai 2018                | Paris               | France              | AccorHotels Arena               | Tove Styrke      | 29,647 / 30,920                 | $2,841,439            |
| 30 mai 2018                | Paris               | France              | AccorHotels Arena               | Tove Styrke      | 29,647 / 30,920                 | $2,841,439            |
| 1er juin 2018              | Zurich              | Suisse              | Hallenstadion                   | Tove Styrke      | 12,000 / 12,000                 | $1,046,880            |
| 2 juin 2018                | Bologne             | Italie              | Unipol Arena                    | Tove Styrke      | 12,706 / 12,706                 | $1,134,752            |
| 4 juin 2018                | Vienne              | Autriche            | Wiener Stadthalle               | Tove Styrke      | -                               | -                     |
| 6 juin 2018                | Berlin              | Allemagne           | Mercedes-Benz Arena             | Tove Styrke      | -                               | -                     |
| 8 juin 2018                | Copenhague          | Danemark            | Royal Arena                     | Tove Styrke      | -                               | -                     |
| 10 juin 2018               | Stockholm           | Suède               | Ericsson Globe                  | Tove Styrke      | -                               | -                     |
| 14 juin 2018               | Londres, ENG        | Royaume-Uni         | The O2 Arena                    | Hailee Steinfeld | 25,913 / 29,609                 | $2,194,680            |
| 15 juin 2018               | Londres, ENG        | Royaume-Uni         | The O2 Arena                    | Hailee Steinfeld | 25,913 / 29,609                 | $2,194,680            |
| 18 juin 2018               | Birmingham, ENG     | Royaume-Uni         | Barclaycard Arena               | Hailee Steinfeld | 9,264 / 11,181                  | $835,564              |
| 19 juin 2018               | Sheffield, ENG      | Royaume-Uni         | Sheffield Arena                 | Hailee Steinfeld | 6,423 / 9,251                   | $500,720              |
| 21 juin 2018               | Liverpool, ENG      | Royaume-Uni         | Echo Arena                      | Hailee Steinfeld | -                               | -                     |
| 22 juin 2018               | Manchester, ENG     | Royaume-Uni         | Manchester Arena                | Hailee Steinfeld | 10,558 / 11,607                 | $860,252              |
| 24 juin 2018               | Glasgow, SCO        | Royaume-Uni         | The SSE Hydro                   | Hailee Steinfeld | 11,274 / 11,453                 | $914,245              |
| 25 juin 2018               | Newcastle, ENG      | Royaume-Uni         | Metro Radio Arena               | Hailee Steinfeld | 5,715 / 9,510                   | $450,802              |
| 28 juin 2018               | Barcelone           | Espagne             | Palau Sant Jordi                | Hailee Steinfeld | -                               | -                     |
| 30 juin 2018               | Lisbonne            | Portugal            | Rock in Rio                     | -                | -                               | -                     |
| TOTAL                      | TOTAL               | TOTAL               | TOTAL                           | TOTAL            | 153,836 / 174,720               | $13,365,268           |
| Étape 8 - Afrique          |                     |                     |                                 |                  |                                 |                       |
| 18 juillet 2018            | Johannesbourg       | Afrique du Sud      | Ticketpro Dome                  | Elle Ball        | 39,618 / 39,618                 | $2,724,941            |
| 20 juillet 2018            | Johannesbourg       | Afrique du Sud      | Ticketpro Dome                  | Elle Ball        | 39,618 / 39,618                 | $2,724,941            |
| 21 juillet 2018            | Johannesbourg       | Afrique du Sud      | Ticketpro Dome                  | Elle Ball        | 39,618 / 39,618                 | $2,724,941            |
| Étape 9 - Océanie          |                     |                     |                                 |                  |                                 |                       |
| 24 juillet 2018            | Perth, WA           | Australie           | Perth Arena                     | Starley          | 22,633 / 22,992                 | $1,978,590            |
| 25 juillet 2018            | Perth, WA           | Australie           | Perth Arena                     | Starley          | 22,633 / 22,992                 | $1,978,590            |
| 28 juillet 2018            | Adelaide, SA        | Australie           | Adelaide Entertainment Centre   | Starley          | -                               | -                     |
| 30 juillet 2018            | Adelaide, SA        | Australie           | Adelaide Entertainment Centre   | Starley          | -                               | -                     |
| 31 juillet 2018            | Adelaide, SA        | Australie           | Adelaide Entertainment Centre   | Starley          | -                               | -                     |
| 2 août 2018                | Melbourne, VIC      | Australie           | Rod Laver Arena                 | Starley          | 31,834 / 35,000                 | $3,390,085            |
| 3 août 2018                | Melbourne, VIC      | Australie           | Rod Laver Arena                 | Starley          | 31,834 / 35,000                 | $3,390,085            |
| 5 août 2018                | Melbourne, VIC      | Australie           | Rod Laver Arena                 | Starley          | 31,834 / 35,000                 | $3,390,085            |
| 8 août 2018                | Brisbane, QLD       | Australie           | Brisbane Entertainment Centre   | Zedd             | 16,882 / 18,750                 | $1,836,124            |
| 10 août 2018               | Brisbane, QLD       | Australie           | Brisbane Entertainment Centre   | Zedd             | 16,882 / 18,750                 | $1,836,124            |
| 13 août 2018               | Sydney, NSW         | Australie           | Qudos Bank Arena                | Zedd             | -                               | -                     |
| 14 août 2018               | Sydney, NSW         | Australie           | Qudos Bank Arena                | Zedd             | -                               | -                     |
| 16 août 2018               | Sydney, NSW         | Australie           | Qudos Bank Arena                | Zedd             | -                               | -                     |
| 17 août 2018               | Sydney, NSW         | Australie           | Qudos Bank Arena                | Zedd             | -                               | -                     |
| 20 août 2018               | Auckland            | Nouvelle-Zélande    | Spark Arena                     | Zedd             | 18,800 / 20,400                 | $1,655,835            |
| 21 août 2018               | Auckland            | Nouvelle-Zélande    | Spark Arena                     | Zedd             | 18,800 / 20,400                 | $1,655,835            |
| TOTAL                      | TOTAL               | TOTAL               | TOTAL                           | TOTAL            | 90,149 / 97,142                 | $8,860,634            |
| CUMULATIF TOTAL            | CUMULATIF TOTAL     | CUMULATIF TOTAL     | CUMULATIF TOTAL                 | CUMULATIF TOTAL  | 758,783 / 845,151               | $68,364,909           |

### Annulations
| Date              | Ville     | Pays       | Salle           | Raison                    |
| ----------------- | --------- | ---------- | --------------- | ------------------------- |
| 16 septembre 2017 | Buffalo   | États-Unis | KeyBank Center  | Retard de production      |
| 27 septembre 2017 | Charlotte | États-Unis | Spectrum Center | Problème de planification |